# Opisthocentrus tenuis
Opisthocentrus tenuis és una espècie de peix de la família dels estiquèids i de l'ordre dels perciformes.

## Descripció
- Fa 15 cm de llargària màxima.[8][9]

## Hàbitat i distribució geogràfica
És un peix marí, demersal (fins als 300 m de fondària, normalment fins als 70) i de clima temperat, el qual viu al Pacífic nord-occidental: el Japó i Corea del Sud.

## Observacions
És inofensiu per als humans.